# Сэвил, Джордж, 1-й маркиз Галифакс
Джордж Сэвил, 1-й маркиз Галифакс (англ. George Savile, 1st Marquess of Halifax; 11 ноября 1633— 10 января 1695) — английский государственный деятель. В русской историографии его фамилия часто передается как Сэвил, в дореволюционной историографии фамилия писалась как Савиль.
Долгое время поддерживал графа Шефтсбери и был одним из наиболее деятельных членов оппозиции, не примыкая, однако, ни к одной из двух больших партий, тогда формировавшихся и вскоре получивших названия тори и вигов. Затем он стал во главе так называемых «флюгеров» (англ. trimmers), которые занимали среднее место между обеими партиями. В 1680 году блестящее красноречие Сэвила содействовало тому, что Палата лордов отвергла билль об отводе, которым герцог Йоркский устранялся от наследования престола. Палата общин потребовала увольнения Сэвила, но Карл II отклонил это требование и назначил его лордом-хранителем печати.
При Якове II Сэвил, состоявший лордом-председателем Тайного совета, соглашался далеко не со всеми мероприятиями короля, вследствие чего в октябре 1685 года был уволен от должности. В 1688 году, после высадки Вильгельма Оранского, Сэвил послан был в его лагерь в качестве королевского комиссара, и пытался выступить посредником между Яковом и Вильгельмом. Когда примирение сделалось невозможным вследствие попытки короля бежать, Сэвил примкнул к Вильгельму III, председательствовал во время конвента в верхней палате и подал голос за поднесение короны Вильгельму III. В 1689 году вновь стал лордом-хранителем печати, но в начале 1690 года отказался от этой должности. Он оставил несколько сочинений политического содержания. Блестящая его характеристика дана Маколеем.

## Сочинения
- «Характер флюгера» (1685);
- «Письмо к несогласному» (1687);
- «Новогодний подарок даме, или Совет дочери» (1688) — наставления в области житейской мудрости, обращённые к дочери Элизабет, будущей матери Честерфилда, которые оказали большое влияние на автора «Писем к сыну».